# Wim van de Camp

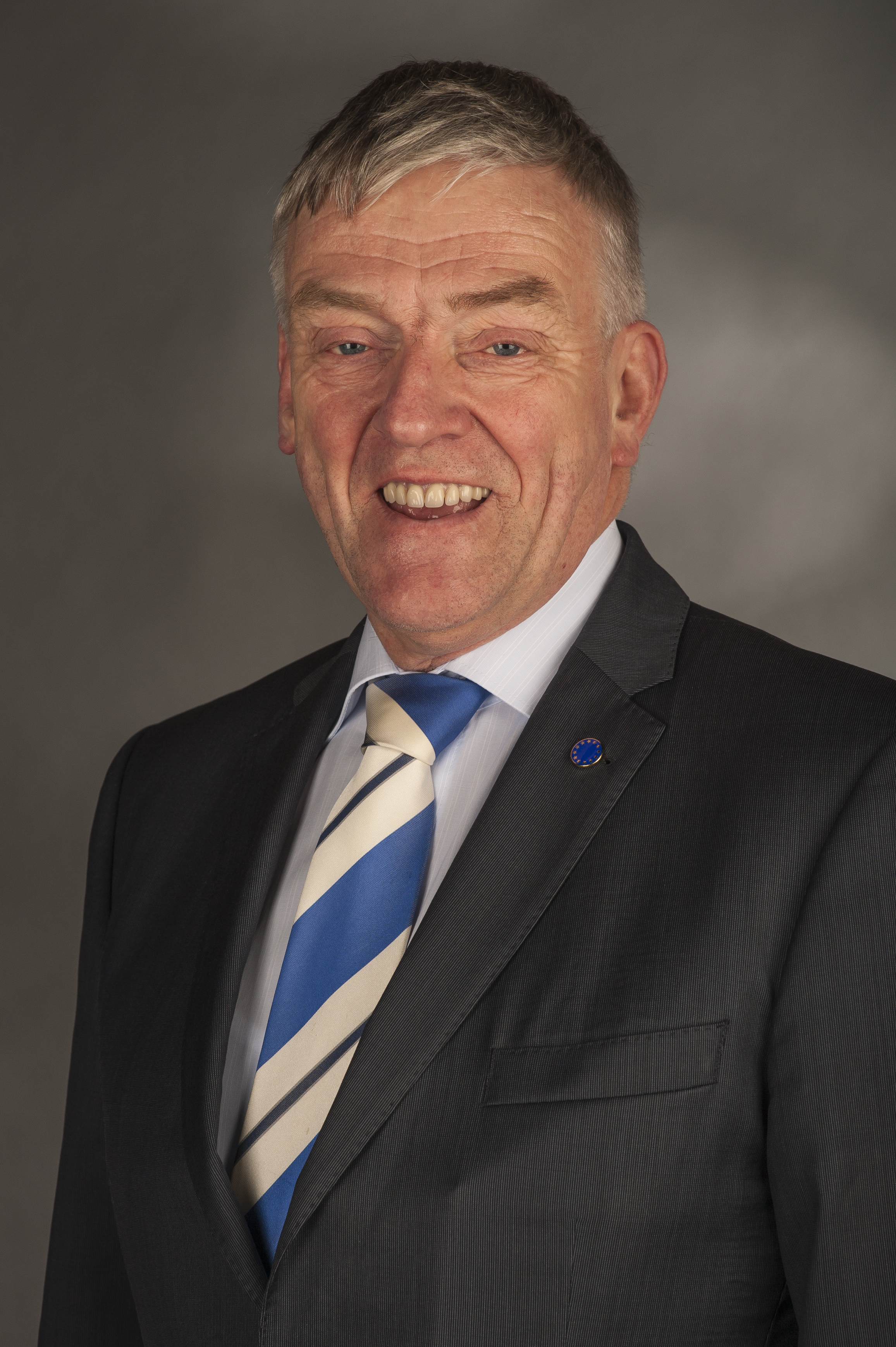
Wim van de Camp (2014)

Wilhelmus Gerardus Johannes Maria „Wim“ van de Camp (* 27. Juli 1953 in Oss, Niederlande) ist ein niederländischer Politiker der Christen-Democratisch Appèl (CDA). Von 2009 bis 2019 war van de Camp Abgeordneter im Europaparlament.

## Leben
Nach seiner Schulzeit an der Landwirtschaftsschule in Deventer studierte van de Camp Rechtswissenschaften an der Radboud-Universität Nijmegen in Nijmegen, wo er 1982 graduierte. Nach seinem Studium war van de Camp bei der Vereinigung niederländischer Gemeinden beschäftigt. Des Weiteren engagierte sich van de Camp politisch und wurde Mitglied der Christen-Democratisch Appèl. 1986 gelang ihm der Einzug als Abgeordneter in die Zweite Kammer der Generalstaaten. In den folgenden Parlamentswahlen wurde van de Camp jeweils wiedergewählt und gehörte dem niederländischen Unterhaus bis 2009 für 23 Jahre an (nur der niederländische Abgeordnete Bas van der Vlies war länger Mitglied). Seit 2009 war van de Camp Europaparlamentsabgeordneter für die CDA.
Van de Camp ist römisch-katholisch und lebt offen homosexuell in Den Haag.

## Tätigkeiten als EU-Abgeordneter
van de Camp war Mitglied im Ausschuss für bürgerliche Freiheiten, Justiz und Inneres und in der Delegation für die Beziehungen zur Volksrepublik China. Als Stellvertreter war er im Ausschuss für Binnenmarkt und Verbraucherschutz, im Unterausschuss Menschenrechte, im Sonderausschuss gegen organisiertes Verbrechen, Korruption und Geldwäsche sowie in der Delegation für die Beziehungen zu Albanien, Bosnien und Herzegowina, Serbien, Montenegro sowie Kosovo.